# Thomas Ypsilantis
Thomas John Ypsilantis (grec moderne : Θωμάς Υψηλάντης; 24 juin 1928 - 15 août 2000) est un physicien américain d'origine grecque. Ypsilantis est connu pour la co-découverte de l'antiproton en 1955, avec Owen Chamberlain, Emilio Segrè et Clyde Wiegand. À la suite de ces travaux, il s'installe au CERN pour développer des détecteurs de rayonnement Cherenkov destinés à la physique des particules.

## Biographie
Tom Ypsilantis est né à Salt Lake City en 1928. Son père est tué par la foudre en 1931. Il est diplômé de la South High School en 1945 et fréquente l'université de l'Utah où il obtient un diplôme en chimie en 1949. Il fréquente l'Université de Californie à Berkeley où il rejoint l'équipe de quatre personnes du Berkeley Bevatron qui observe le premier antiproton ; cela devient le sujet de sa thèse de doctorat et les deux membres seniors de cette équipe remportent le prix Nobel de physique en 1959. Ypsilantis est professeur agrégé de physique à l'Université de Californie à Berkeley et joue un rôle déterminant dans la fondation du centre de recherche Demokritos à Athènes, en Grèce. En 1969, il se rend à Genève pour travailler au CERN (Centre Européen de Recherche Nucléaire), où il rencontre Jacques Séguinot. En 1977, Ypsilantis et Séguinot proposent la technique appelée plus tard le compteur Ring Imaging Cherenkov (RICH). Avec Tord Ekelöf, ils introduisent cette technique pour la physique des hautes énergies : la première application à grande échelle est pour l'expérience DELPHI au LEP. Ils travaillent ensuite dans le cadre du projet LAAS sur la calorimétrie des liquides nobles et sur un très grand détecteur de neutrinos aquatiques basé sur la technique fast-RICH. Ypsilantis apporte également une contribution majeure à l'expérience LHCb au CERN. Il est directeur de recherche principal à Genève, directeur de projet à Bologne, en Italie, et consultant auprès de l'Agence nucléaire française à Saclay, en France.